# Венерин гребен
Венерин гребен (Murex pecten) е вид морски коремоного от семейство Muricidae.

## Описание
Раковините са с дължина 100 - 190 mm сравнително здрави, с овално-вретеновидна форма. По раковината са образувани многобройни остри шипове придаващи форма на гребен. Отвън черупките са с бял до сивобежов цвят.

## Географско разпространение
Видът обитава тропическите води на Индийския и Тихи океан – от Мадагаскар до Северна Австралия, Соломоновите острови, Малайския архипелаг и южните части на Япония.

## Екологични особености
Обитава дъното на водните басейни на дълбочина до 50 метра, заравят се в пясъка. Охлювите са хищници.